# 静内テレビ・FM中継局
静内テレビ・FM中継局（しずないテレビエフエムちゅうけいきょく）は、北海道新ひだか町に置かれているテレビとFMラジオ放送の中継局。ここではデジタル新局として設置された三石本町テレビ中継局（みついしほんちょうテレビちゅうけいきょく）、アナログテレビ放送のみで廃止された東静内テレビ中継局（ひがししずないテレビちゅうけいきょく）と歌笛テレビ中継局（うたぶえテレビちゅうけいきょく）についても記述する。

## 静内テレビ・FM中継局

### デジタルテレビ放送
| ID | 放送局名             | 物理 チャンネル | 空中線 電力 | ERP | 偏波面   | 放送対象地域 | 放送区域 内世帯数 | 運用 開始日    |
| -- | -------------------- | --------------- | ----------- | --- | -------- | ------------ | ----------------- | -------------- |
| 1  | HBC 北海道放送       | 41              | 10W         | 66W | 水平偏波 | 北海道       | 約11,200世帯      | 2009年 1月16日 |
| 2  | NHK 室蘭教育         | 32              | 10W         | 68W | 水平偏波 | 全国         | 約11,200世帯      | 2009年 1月16日 |
| 3  | NHK 室蘭総合         | 50              | 10W         | 68W | 水平偏波 | 北海道       | 約11,200世帯      | 2009年 1月16日 |
| 5  | STV 札幌テレビ放送   | 31 → 35         | 10W         | 68W | 水平偏波 | 北海道       | 約11,200世帯      | 2009年 1月16日 |
| 6  | HTB 北海道テレビ放送 | 20 → 39         | 10W         | 69W | 水平偏波 | 北海道       | 約11,200世帯      | 2009年 1月16日 |
| 7  | TVh テレビ北海道     | 42              | 10W         | 68W | 水平偏波 | 北海道       | 約11,200世帯      | 2009年 1月16日 |
| 8  | UHB 北海道文化放送   | 33 → 37         | 10W         | 69W | 水平偏波 | 北海道       | 約11,200世帯      | 2009年 1月16日 |

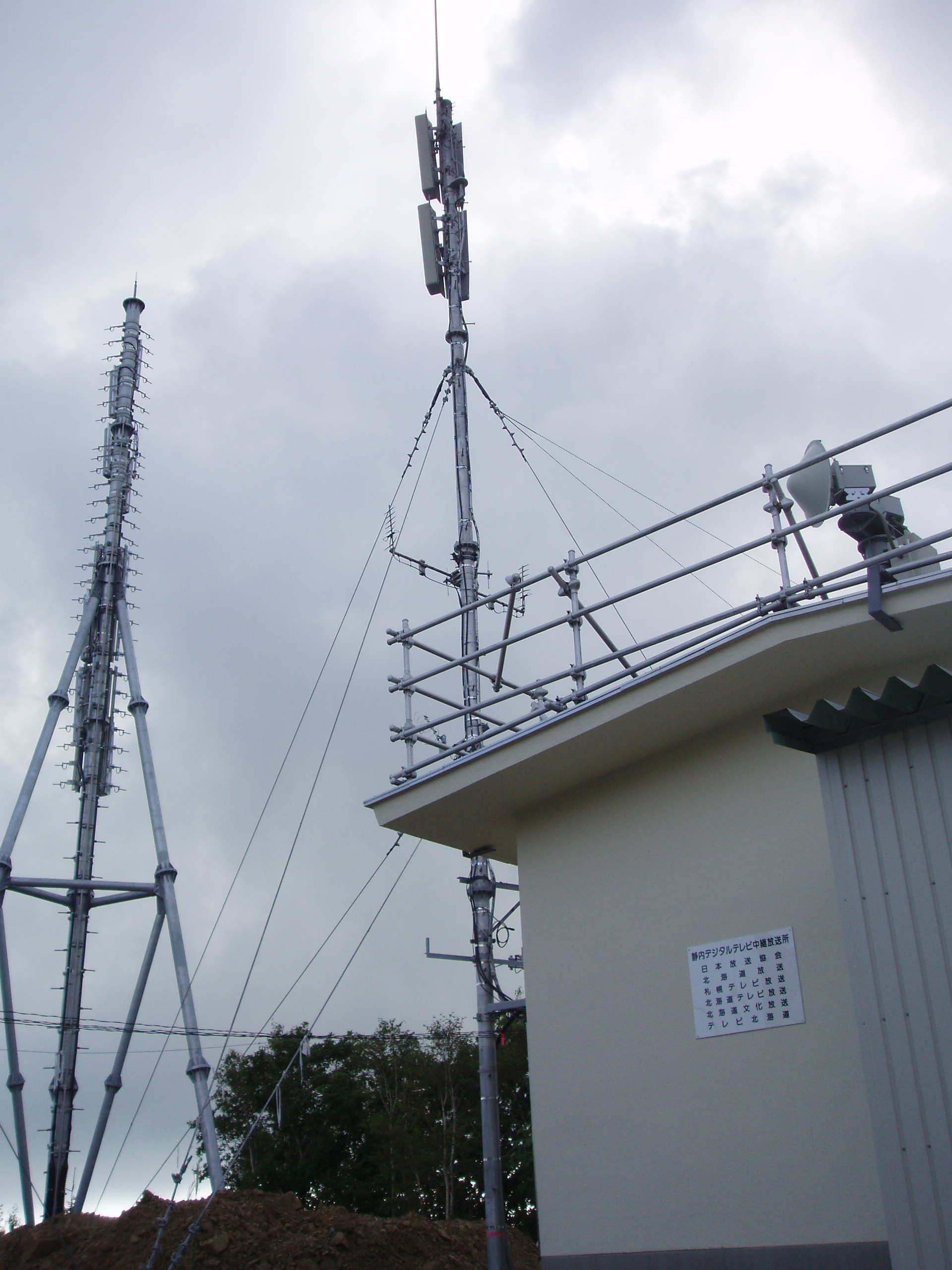
静内中継局
（工事中）

- 所在地： 日高郡新ひだか町[4]静内農屋（笹山）
- 放送区域： 日高町、新冠町、新ひだか町の各一部[1][3][4]
- 2008年12月8日に予備免許が交付され[1]、12月11日から試験放送を実施[1]。2009年1月16日に本免許が交付され[1][4]、同日本放送を開始した[1]。
- 2012年7月2日から8月23日にかけてリパック（混信による受信障害解消のためのデジタル放送のチャンネル変更）が行われ、STV・HTB・UHBのチャンネルが変更された[3]。

### アナログテレビ放送
| チャンネル 番号 | 放送局名             | 空中線 電力       | ERP                | 偏波面   | 放送 対象地域 | 放送区域内 世帯数 | 運用 開始日     |
| --------------- | -------------------- | ----------------- | ------------------ | -------- | ------------- | ----------------- | --------------- |
| 22              | TVh テレビ北海道     | 映像100W/ 音声25W | 映像780W/ 音声195W | 水平偏波 | 北海道        | -                 | -               |
| 48              | HTB 北海道テレビ放送 | 映像100W/ 音声25W | 映像780W/ 音声195W | 水平偏波 | 北海道        | -                 | 1973年 9月6日   |
| 52              | UHB 北海道文化放送   | 映像100W/ 音声25W | 映像780W/ 音声195W | 水平偏波 | 北海道        | -                 | 1973年 9月6日   |
| 54              | NHK 室蘭教育         | 映像100W/ 音声25W | 映像830W/ 音声210W | 水平偏波 | 全国          | -                 | 1965年 11月20日 |
| 56              | NHK 室蘭総合         | 映像100W/ 音声25W | 映像830W/ 音声210W | 水平偏波 | 北海道        | -                 | 1965年 11月20日 |
| 59              | STV 札幌テレビ放送   | 映像100W/ 音声25W | 映像830W/ 音声210W | 水平偏波 | 北海道        | -                 | 1965年 11月20日 |
| 62              | HBC 北海道放送       | 映像100W/ 音声25W | 映像830W/ 音声210W | 水平偏波 | 北海道        | -                 | 1965年 11月20日 |

- 所在地： デジタルテレビ放送に同じ

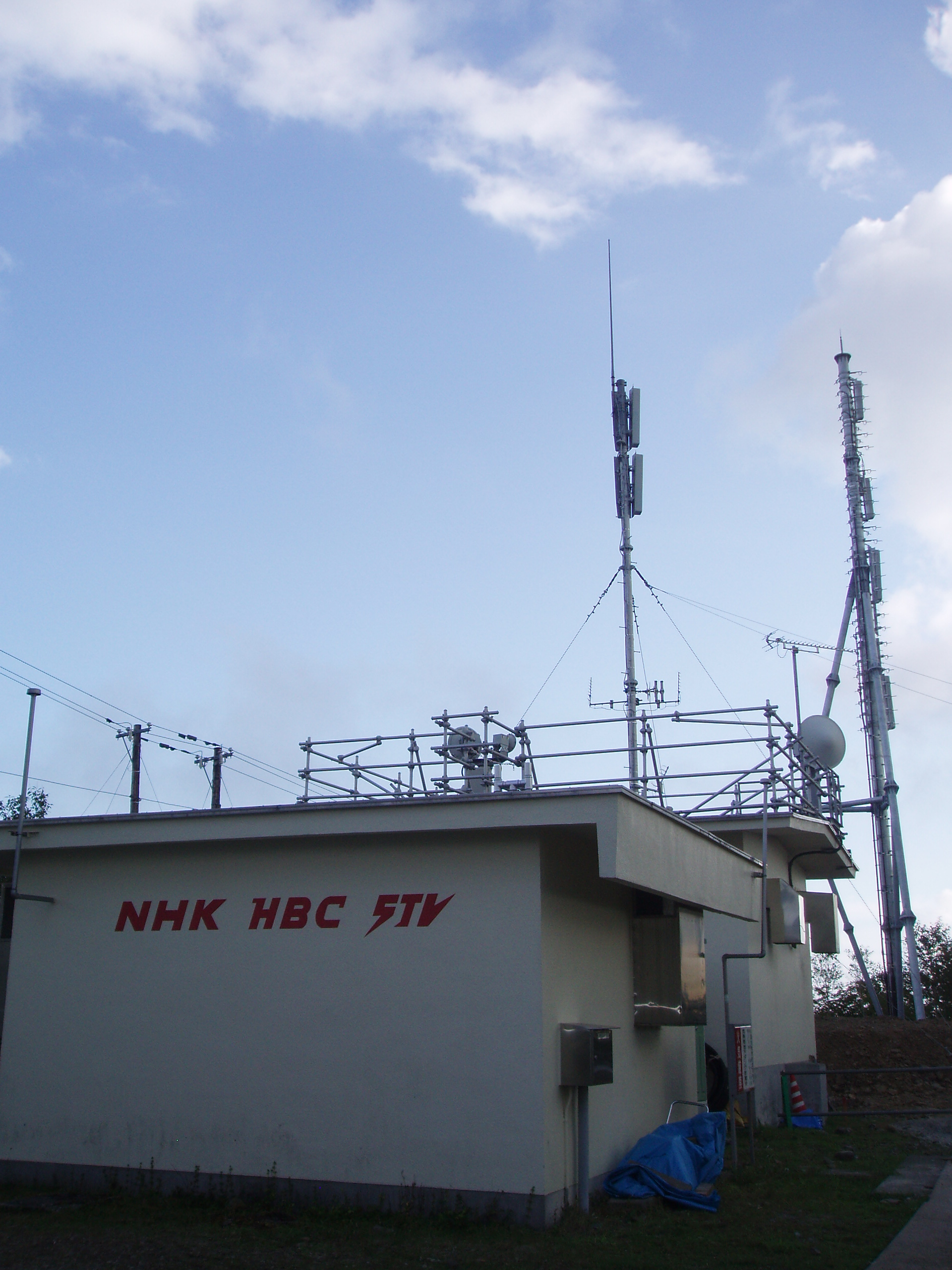
静内中継局
（NHK・HBC・STV）

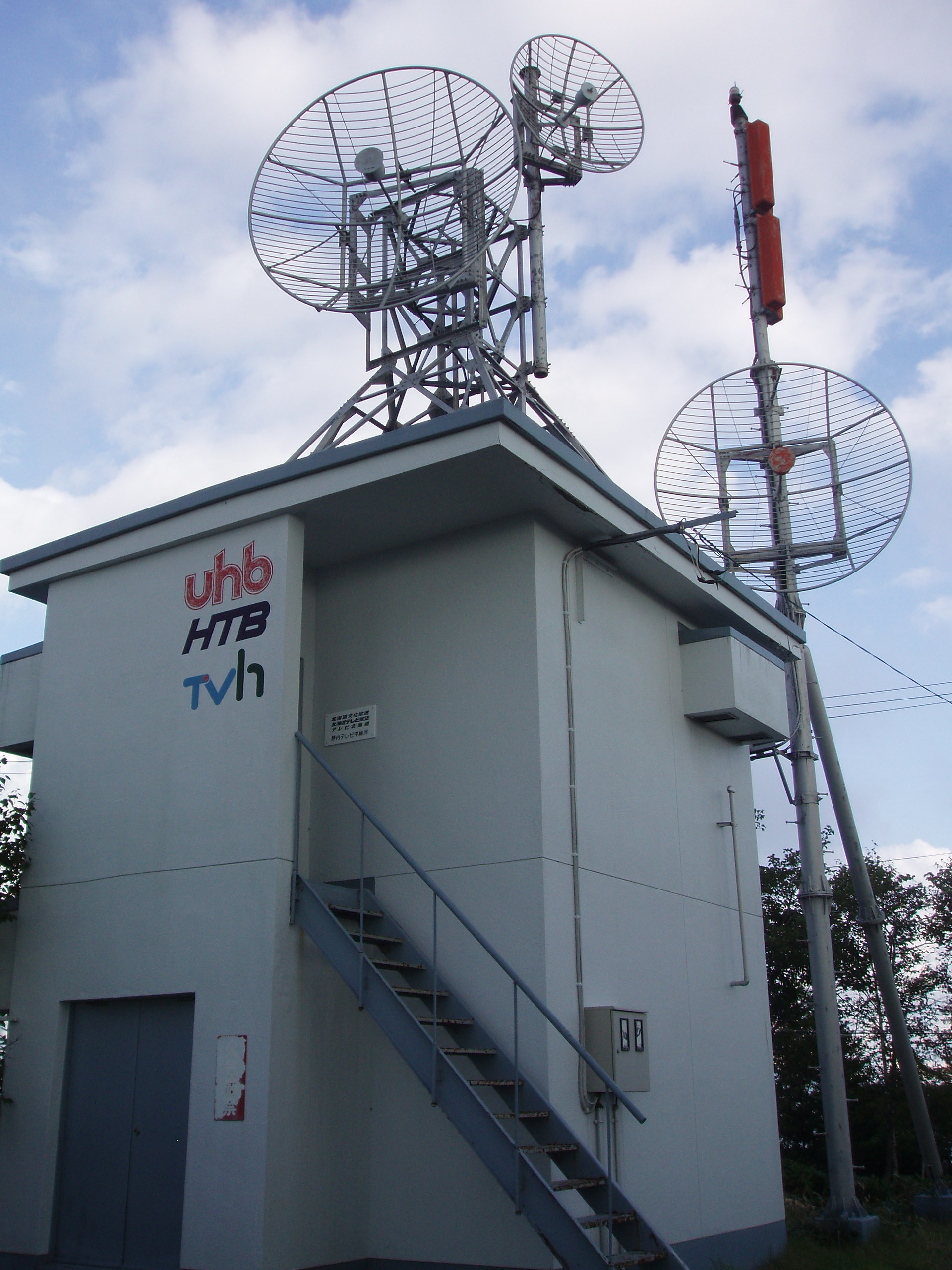
静内中継局
（HTB・UHB・TVh）

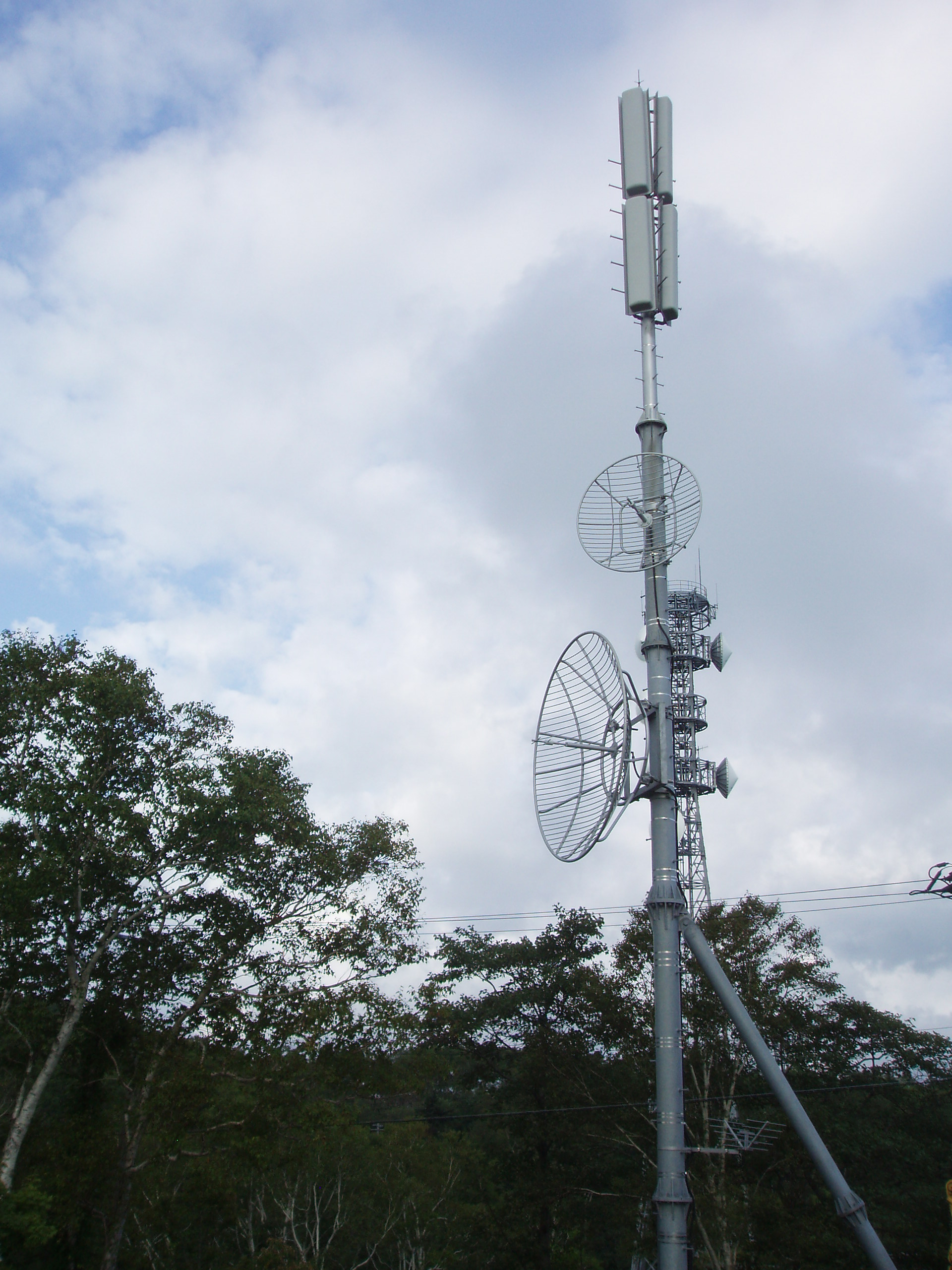
静内中継局
（TVh）

- HBCの中継局は、同社初のUHF局であった。
- 2011年7月24日をもってすべて廃止された。

### FMラジオ放送
| 周波数  | 放送局名   | 空中線 電力 | ERP | 偏波面   | 放送対象地域 | 放送区域内 世帯数 | 運用開始日     |
| ------- | ---------- | ----------- | --- | -------- | ------------ | ----------------- | -------------- |
| 84.0MHz | NHK 室蘭FM | 10W         | 26W | 水平偏波 | 北海道       | -                 | 1969年 9月15日 |

- 所在地： デジタルテレビ放送に同じ

## 三石本町テレビ中継局

### デジタルテレビ放送
| リモコン 番号 | 放送局名             | チャンネル 番号 | 空中線 電力 | ERP   | 偏波面   | 放送対象地域 | 放送区域 内世帯数 | 運用開始日     |
| ------------- | -------------------- | --------------- | ----------- | ----- | -------- | ------------ | ----------------- | -------------- |
| 1             | HBC 北海道放送       | 38              | 300mW       | 1.1W  | 水平偏波 | 北海道       | 約620世帯         | 2014年 5月29日 |
| 2             | NHK 室蘭教育         | 34              | 300mW       | 1.05W | 水平偏波 | 全国         | 約620世帯         | 2014年 5月29日 |
| 3             | NHK 室蘭総合         | 36              | 300mW       | 1.1W  | 水平偏波 | 北海道       | 約620世帯         | 2014年 5月29日 |
| 5             | STV 札幌テレビ放送   | 40              | 300mW       | 1.1W  | 水平偏波 | 北海道       | 約620世帯         | 2014年 5月29日 |
| 6             | HTB 北海道テレビ放送 | 44              | 300mW       | 1.1W  | 水平偏波 | 北海道       | 約620世帯         | 2014年 5月29日 |
| 7             | TVh テレビ北海道     | 51              | 300mW       | 1.05W | 水平偏波 | 北海道       | 約620世帯         | 2014年 5月29日 |
| 8             | UHB 北海道文化放送   | 49              | 300mW       | 1.1W  | 水平偏波 | 北海道       | 約620世帯         | 2014年 5月29日 |

- 所在地： 日高郡新ひだか町三石本町
- 放送区域： 新ひだか町の一部
- 2014年3月11日に予備免許が交付され[1]、4月17日から試験放送を実施[1]。5月29日に本免許が交付され[1]、同日本放送を開始した[1]。
- いずれもデジタル新局として開局した。

## 東静内テレビ中継局

### アナログテレビ放送
| チャンネル 番号 | 放送局名     | 空中線 電力       | ERP               | 偏波面   | 放送対象地域 | 放送区域 内世帯数 | 運用開始日     |
| --------------- | ------------ | ----------------- | ----------------- | -------- | ------------ | ----------------- | -------------- |
| 44              | NHK 室蘭総合 | 映像1W/ 音声250mW | 映像3W/ 音声760mW | 水平偏波 | 全国         | -                 | 1970年 11月1日 |
| 46              | NHK 室蘭教育 | 映像1W/ 音声250mW | 映像3W/ 音声760mW | 水平偏波 | 北海道       | -                 | 1970年 11月1日 |

- 2011年7月24日をもってすべて廃止された。

## 歌笛テレビ中継局

### アナログテレビ放送
| チャンネル | 放送局名     | 空中線 電力       | ERP                 | 偏波面   | 放送対象地域 | 放送区域 内世帯数 | 運用開始日      |
| ---------- | ------------ | ----------------- | ------------------- | -------- | ------------ | ----------------- | --------------- |
| 49         | NHK 室蘭教育 | 映像1W/ 音声250mW | 映像10W/ 音声2.6W   | 水平偏波 | 全国         | -                 | 1970年 12月10日 |
| 51         | NHK 室蘭総合 | 映像1W/ 音声250mW | 映像10.5W/ 音声2.6W | 水平偏波 | 北海道       | -                 | 1970年 12月10日 |

- 2011年7月24日をもってすべて廃止された。